# فريدريش ويلهلم كونو
فريدريش ويلهلم كونو (بالألمانية: Friedrich Wilhelm Konow)‏ هو فيقار وعالم حشرات ألماني، ولد في 11 يوليو 1842 في Mechow ‏ في ألمانيا، وتوفي في 18 مارس 1908.